# Caladenia integra
Caladenia integra é uma espécie de orquídea geófita, família Orchidaceae, do sudoeste da Austrália,  onde cresce em grupos esparsos ou ocasionalmente grandes colônias, em bosques, ou locais de vegetação arbustiva,  charnecas, e afloramentos de granito, em áreas de solo bem drenado mas ocasionalmente em áreas sazonalmente alagadiças.
São plantas com uma única folha basal pubescente com marcas proeminentes púrpura perto da base, e uma inflorescência rija, fina e densamente pubescente, com uma ou poucas flores, que vagamente lembram uma aranha, muito estreitas, caudadas, e bem esparramadas, normalmente pendentes. Em conjunto formam grupo bem vistoso quando sua floração é estimulada por incêndios de verão.
Pertence a um grupo com duas espécies, tratadas por David Jones no gênero Arachnorchis, como Group 10, que distingue-se dos outros grupos de Caladenia por apresentar diferente tipo de pubescência nas folhas e inflorescências, labelo verde com extremidade marrom, pendurado delicadamente, de modo que treme com o mais leve movimento, praticamente sem dentes laterais; flores grandes verdes a amareladas com listas centrais longitudinais.

## Publicação e sinônimos
- Caladenia integra E.Coleman, Victorian Naturalist 49: 246 (1932 publ. 1933).

Sinônimos homotípicos:
- Arachnorchis integra (E.Coleman) D.L.Jones & M.A.Clem., Orchadian 13: 395 (2001).
- Phlebochilus integrus (E.Coleman) Szlach., Polish Bot. J. 46: 15 (2001).